# Joaquim Moreira da Fonseca
Joaquim Moreira da Fonseca (Rio de Janeiro, 21 de julho de 1886 – 1 de maio de 1970) foi um médico brasileiro.
Foi eleito membro da Academia Nacional de Medicina em 1919, da qual foi presidente de 1942 a 1943.